# 泰梭罗
泰梭罗（学名：Reevesia pubescens var. siamensis）为梧桐科梭罗树属下的一个变种。变种加名 siamensis 意为“暹罗的”。